# Egon von Vietinghoff

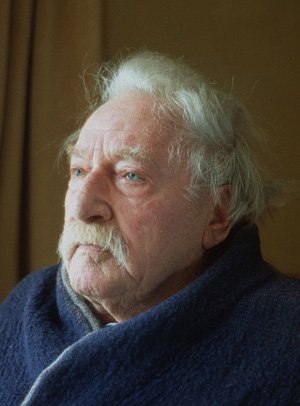
Egon von Vietinghoff 1991, im Alter von 88 Jahren

Egon Arnold Alexis Baron von Vietinghoff (* 6. Februar 1903 in Den Haag, Niederlande; † 14. Oktober 1994 in Zürich) war ein Schweizer Maler, Fachbuchautor und Philosoph der Malerei sowie Gründer der Egon von Vietinghoff-Stiftung.
Egon von Vietinghoff widmete sich der traditionellen europäischen Öl-Harz-Maltechnik und formulierte unter dem Begriff „Visionäre Malerei“ eine auf Transzendenz ausgerichtete Sicht und Wiedergabe der Dinge, die er in seinem Manuskript Das Wesen der bildenden Kunst auch theoretisch vorstellte. Er schuf ein Werk von über 2.700 Ölgemälden und etwa 200 Zeichnungen und Radierungen.

## Leben
Egon von Vietinghoff wurde als Sohn des deutsch-baltischen Pianisten Conrad Baron von Vietinghoff (aus dem Hause Salisburg) und der belgisch-holländischen Schriftstellerin Jeanne de Vietinghoff, jedoch als russischer Untertan in den Niederlanden geboren. Er wuchs in Frankreich, Deutschland und in der Schweiz auf. Mit 16 Jahren verließ er das Gymnasium und begann seine Laufbahn als Maler, die er erst mit 86 Jahren beendete. Seit 1922 war er Schweizer Bürger, lebte zuerst in München und auf Capri, dann in Paris, auf Mallorca, in Buenos Aires (Argentinien), in Las Toscas (Uruguay) und in Zollikon bei Zürich, schließlich von 1940 bis zu seinem Tode in Zürich. Prägendes Erlebnis war eine Fußreise als Jugendlicher durch Spanien und Marokko, deren Eindrücke er bis in die letzten Jahre in Bildern verarbeitete.
Ausstellungen seiner Gemälde fanden zu seinen Lebzeiten vor allem in der Schweiz und im Süden Deutschlands statt. 1989 gründete er in Zürich die gemeinnützige „Egon von Vietinghoff-Stiftung“ mit einer unverkäuflichen Sammlung von 64 seiner Gemälde. Heute besitzt die Stiftung 82 Werke (davon 13 graphische) und ist im Internet präsent. Stiftungszweck ist die Präsentation dieser Sammlung und die "Dokumentation der Kontinuität europäischer Malerei".

## Werk
Vietinghofs Œuvre umfasst Sujets wie Stillleben, Blumen, Landschaften sowie figürliche Szenen, Akte und Porträts. Er hinterließ ein Werk von über 2.700 Ölgemälden sowie Dutzende von Porträts und Akten als Rötel-Zeichnungen, außerdem Zeichnungen und Skizzen mit Bleistift, Kohle, Tinte, in Tempera und in Öl sowie einige Radierungen. Vietinghoff orientierte sich inhaltlich, technisch, formal und geistig an den Alten Meistern. Seine Werke sind gegenständlich, teils mit impressionistischen Zügen in den Details der Ausführung. Als der abendländischen Tradition der Ölmalerei verbundener Außenseiter blieb er vom Zeitgeist des 20. Jahrhunderts unbeeinflusst.
In 35 Jahren rekonstruierte er autodidaktisch, experimentell und systematisch die mehrschichtige Öl-Harz-Malerei. Zur Untermalung setzte er Tempera ein. Die Summe seiner Werkerfahrungen erschien im „Handbuch zur Technik der Malerei“. Darin definiert er aus der Sicht eines Malers die Transparenz (Transluzenz) von Farben für die traditionelle Maltechnik mit Lasuren: Flüssige Farbaufträge, opak, halbdeckend oder transparent (transluzent), reflektieren das einfallende Licht auf mehreren Ebenen, so dass Tiefenwirkung und Farbdifferenzierungen entstehen, die bei einschichtiger Alla-prima-Malerei nicht zu erreichen sind. Die erzielte Plastizität entsteht aus der Farbe selbst.
In seinem Beitrag zur Theorie der Malerei, „Das Wesen der bildenden Kunst“, stellte Vietinghoff die „visionäre Malerei“ vor, eine auf Transzendenz ausgerichtete Konzeption der bildenden Künste, sowie die Methode „Schule reinen Schauens“, eine meditative Art des Sehens, die zur künstlerischen Vision führt.

## Publikationen
- Handbuch zur Technik der Malerei. DuMont Verlag, Köln 1983 und 1991, ISBN 3-7701-1519-8. Da vergriffen, ist es zum kostenlosen Download auf der Website der Stiftung erhältlich.
- Egon von Vietinghoff  – Die Stiftung. (Katalog eigener Werke in der Sammlung der Egon von Vietinghoff-Stiftung mit einem Vorwort des Künstlers). Eigenverlag, Zürich 1990.